# Barren (Reitsport)
Das Barren ist eine Trainingsmethode Springpferde zu vorsichtigerem beziehungsweise höherem Springen zu erziehen. Barren ist vom Bundeslandwirtschaftsministerium für Tierschutz-widrig erklärt.

## Zweck des Barrens
Während junge Pferde, die Sprünge noch nicht so gut einschätzen können, zum Überspringen (Zu-Hoch-Springen) neigen, beschränken sich ältere, erfahrene Pferde in der Regel auf die notwendige Sprunghöhe. Da heute die Sprungauflagen, auf denen die oberste Stange liegt, sehr flach sind, fällt die oberste Stange sehr leicht. Bei manchen Pferden kann das zum Problem werden, da sie die Beine nicht anziehen und Hindernisberührung in Kauf nehmen. Solche Pferde kann man durch Barren zu höherem Springen veranlassen.

## Aktives Barren
Nach dem Absprung des Pferdes wird die oberste Stange angehoben, damit das Pferd an die Stange schlägt. Das Pferd springt über ein höheres Hindernis, als es beim Taxieren des Sprunges gesehen hat. Das Pferd lernt das Hindernis höher einzuschätzen, als es eigentlich ist. Es wird dazu animiert, die Beine besser anzuziehen, vorsichtiger und höher zu springen.
Die Stange kann entweder von zwei versteckten Helfern angehoben werden, oder mit Hilfe spezieller, mitunter auch von Reiter, ferngesteuerter Sprungauflagen. Es kann eine normale Hindernisstange aus Holz, eine hohle Aluminiumstange, eine hohle Stahlstange oder eine Bambusstange verwendet werden. Die hohlen Stangen verursachen außer der Berührung noch ein ungewohnt lautes Geräusch, welches das Pferd zusätzlich zu höheren Sprüngen veranlasst.

### Kritik am aktiven Barren
Selbst unter der Annahme, dass das aktive Barren in Ordnung sei, bedarf es außergewöhnlich guter Pferdekenntnis und eines ausgeprägten Verantwortungsbewusstseins, um zu entscheiden, bei welchem Pferd, mit welcher Sprunghöhe und in welchem Trainingszustand mit Hilfe des Barrens die Leistung verbessert werden kann. Selbst dann ist große Erfahrung notwendig, um die Stange im passenden Augenblick um das richtige Maß anzuheben. Andernfalls kann das Pferd überfordert und verschreckt werden (springsauer), dem Pferd kann Schmerz zugefügt werden, oder das Pferd kann unter Umständen verletzt werden. Bei falscher Beurteilung des Pferdes wird ein bereits vorsichtiges Pferd bei Höhen, die an seiner Leistungsgrenze liegen, gebarrt, um dem Tier noch mehr Leistung abzuringen.
Das Barren wird im Pferdesport nicht als reiterliche Hilfengebung betrachtet, sondern nur als ein Hilfsmittel zur Konditionierung.
Die Fédération Équestre Internationale verbietet Turnierteilnehmern das aktive Barren, es wird aber trotzdem angewendet. Auch die FN verbietet Turnierteilnehmern das aktive Barren im Training und auf dem Turnierplatz. Das aktive Barren wurde auch heimlich gefilmt; für Aufsehen sorgten Anfang der 1990er Jahre in Deutschland insbesondere eine Fernsehdokumentation des aktiven Barrens von Pferden im Stall von Paul Schockemöhle.
Von der American Horse Shows Association (AHSA) war im Jahr 1998 das aktive Barren mit 5 cm dicken, umwickelten Bambusstangen für nationale Shows erlaubt.
Einer der frühesten und schärfsten Kritiker des aktiven Barrens war Anfang der 1970er-Jahre der Journalist Horst Stern im Rahmen der ARD-Fernsehsendereihe „Sterns Stunde“ mit seinen Bemerkungen über das Pferd.

## Passives Barren
Beim passiven Barren wird auf die eigentliche Hindernisstange eine dünnere Metallstange, meist Aluminium, gelegt. Für Pferde ist die Metallstange schwer auszumachen. Wenn sie beim Absprung die dicke, bunte Holzstange taxieren, reißen sie die Metallstange. Durch den ungewohnten Lärm und eventuellen Schmerz wird das Pferd ebenfalls vorsichtiger.
Es gibt auch die Methode, vor oder hinter (maximal 60 cm) dem Hindernis einen zweiten Ständer mit einer dünneren Metallstange aufzustellen. So kann die Sprungkurve beeinflusst werden, je nachdem, ob das Pferd zu Vor- oder Hinterhandfehlern neigt.

### Kritik am passiven Barren
Es herrscht keine Einigkeit darüber, ob passives Barren oder aktives Barren vorzuziehen ist. Einerseits erfordert das aktive Barren menschliche Helfer mit viel Pferdeverstand, der nur selten anzutreffen ist, andererseits kann ein sachkundiger Helfer das Barren unterlassen, wenn beispielsweise die Anreitphase nicht optimal war oder eine Überforderung des Pferdes erkennbar wird.

## Touchieren über dem Sprung
Das Barren geht auf eine Form der Springerziehung zurück, bei der neben dem Hindernis ein Trainer steht, der die Beine des Pferdes über dem Sprung kurz mit einem Bambusstab oder einer Gerte berührt, um die Aufmerksamkeit des Pferdes verstärkt auf die Beinhaltung zu lenken. Diese Form der Springerziehung wird Touchieren genannt.
Die FN verbietet mit der Ausgabe der Leistungsprüfungsordnung 2024 das Touchieren über dem Sprung generell.
Fachgerechtes Touchieren war in Deutschland bis dahin erlaubt, wenn dem Pferd dabei keine tierschutzrelevanten Schmerzen zugefügt wurde. Es ist jedoch nicht möglich, regelkonformes Touchieren zu lehren, weil dieser komplexe Vorgang in Sekundenbruchteilen abläuft und situativ an das Pferd angepasst werden muss. International war das Touchieren über dem Sprung bereits zuvor verboten. Außerdem ist es nicht möglich, der Öffentlichkeit den Unterschied zwischen Barren und Touchieren zu vermitteln.

## Blistern mit chemischen Substanzen
Dem Barren ähnlich ist das Einreiben der Röhrbeine mit einer sensibilisierenden Substanz, welche die Pferde Schmerzen bei Hindernisberührung empfinden lässt. Um Schmerzen zu vermeiden, springen sie höher. Dies wird auch als chemisches Barren oder Blistern bezeichnet.
Bei den olympischen Springwettbewerben 2008 in Hongkong wurden vier Springreiter wegen der Anwendung der Substanz Capsaicin, die unter anderem sensibilisierende Wirkung hat, ausgeschlossen, darunter auch der deutsche Springreiter Christian Ahlmann.
Das Blistern ist verboten, da es den Pferden unnötige Schmerzen zufügt.